# Săliște (okręg Bihor)
Săliște – wieś w Rumunii, w okręgu Bihor, w gminie Spinuș. W 2011 roku liczyła 248 mieszkańców.